# Arbeitsgesetzbuch
Ein Arbeitsgesetzbuch ist eine Kodifikation des gesamten geltenden Arbeitsrechts in einem Gesetzbuch; meist ist es eine Zusammenfassung eines größeren Teilgebietes des Privatrechts im Arbeitsbereich.
Die von der Internationalen Arbeitsorganisation (IAO) angenommenen Übereinkommen und Empfehlungen der internationalen Arbeitsstandards werden  als „Internationales Arbeitsgesetzbuch“ bezeichnet.
Arbeitsgesetzbücher gibt es darüber hinaus im innerstaatlichen Recht unter anderem in Frankreich (Code du Travail), Litauen (Lietuvos Respublikos darbo kodeksas), Polen, Russland, Tschechien, in der Ukraine und in Ungarn.
In Deutschland gab es nur in der Deutschen Demokratischen Republik ein Arbeitsgesetzbuch (AGB). Dementsprechende Entwürfe, die in der Bundesrepublik Deutschland während der 1970er-Jahre erarbeitet worden waren, sind in der Folge nicht umgesetzt worden. Das ist nachteilig, weil dadurch die Rechtsquellen des Arbeitsrechts nur zersplittert vorliegen, was die Einarbeitung in die Materie und die Anwendung des Rechts erschwert.
In Österreich blieb es – wie in der alten Bundesrepublik – beim Entwurf eines Arbeitsgesetzbuchs zum österreichischen Arbeitsrecht.
Das in der Schweiz geltende Bundesgesetz über die Arbeit in Industrie, Gewerbe und Handel wird oft als „Arbeitsgesetz“ bezeichnet.
In Litauen galt während der sowjetischen Zeit (Litauische Sozialistische Sowjetrepublik) von 1973 bis Ende 2002 das Arbeitsgesetzbuch der Litauischen Sozialistischen Sowjetrepublik. Anfang 2003 trat das Arbeitsgesetzbuch der Republik Litauen in Kraft.